# Rzeczniów
Rzeczniów – wieś sołecka w Polsce położona w województwie mazowieckim, w powiecie lipskim, w gminie Rzeczniów.
W latach 1975–1998 miejscowość administracyjnie należała do województwa radomskiego.
Miejscowość jest siedzibą gminy Rzeczniów oraz rzymskokatolickiej parafii św. Restytuta i Niepokalanego Poczęcia Najświętszej Maryi Panny.

## Części wsi
| SIMC    | Nazwa      | Rodzaj     |
| ------- | ---------- | ---------- |
| 0635810 | Jasny Dwór | przysiółek |

## Szkoły w Rzeczniowie
- Gimnazjum w Rzeczniowie
- Szkoła Podstawowa w Rzeczniowie

## Osoby związane z Rzeczniowem
- Tadeusz Maj – żołnierz kampanii wrześniowej, dowódca 2 Brygady AL „Świt”, zastępca dowódcy III Obwodu Armii Ludowej, pułkownik Wojska Polskiego